# Teresa de Sajonia-Altenburgo (1823-1915)
Teresa de Sajonia-Altemburgo (en alemán, Therese von Sachsen-Altenburg; Hildburghausen, 9 de octubre de 1823-Altemburgo, 3 de abril de 1915) fue una princesa y aristócrata alemana.

## Biografía
Fue la tercera de las hijas del matrimonio formado por José, hijo del entonces duque reinante de Sajonia-Hildburghausen, y la duquesa Amelia de Wurtemberg. Sus padrinos fueron sus tíos, los duques Alejandro e Isabel de Wurtemberg. Sus hermanas fueron:
- María (1818-1907), casada en 1843 con el futuro rey Jorge V de Hannover.
- Paulina (1819-1825).
- Isabel (1826-1896), casada en 1852 con el futuro duque Pedro II de Oldemburgo.
- Alejandra (1830-1911), casada en 1848 con el gran duque Constantino Nikolaievich de Rusia.
- Luisa (1832-1833).

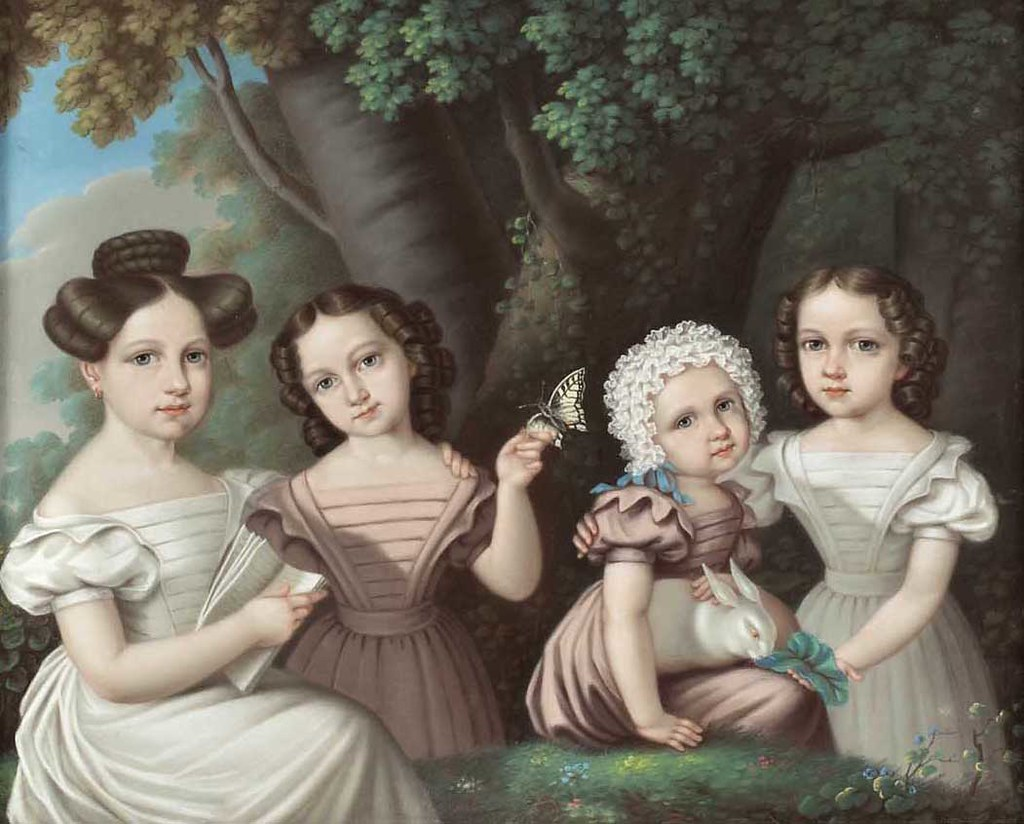
Teresa junto a sus hermanas María, Isabel y Alejandra (hacia 1832).

En 1826, su abuelo se convirtió en soberano del ducado de Sajonia-Altemburgo, trasladándose la familia a esta ciudad alemana.
Durante su primera infancia, Teresa y sus hermanas Isabel y Alejandra tuvieron como tutor a Carlos Luis Nietzsche, padre del filósofo Federico Nietzsche. Ya siendo adulta, Teresa llegaría a ayudar financieramente al filósofo. Además la hermana de este, Isabel, recibiría el nombre de las tres hermanas en su bautizo.
Aunque era considerada la más bonita de sus hermanas (uno de sus pretendientes era el emperador francés Napoleón III), nunca se casó, por lo que permaneció al lado de sus padres. Cuidó a su madre enferma hasta su muerte en 1848 y posteriormente, tras la abdicación de su padre como duque, Teresa también lo acompañaría hasta la muerte de él en 1868.
Posteriormente residiría en verano en el castillo de Wolfersdorf, hasta su muerte. El castillo se mantuvo en buenas condiciones gracias al uso constante y recuperó importancia para la corte del ducado. En 1894, el emperador Guillermo II de Alemania fue invitado al castillo durante una cacería. 
Murió en 1915, en la capital del ducado, como la última de sus hermanas en morir, en medio de una Alemania sumida en la Primera Guerra Mundial. Debido a su larga vida, bien podía ser considerada una reliquia histórica.

## Títulos y órdenes

### Títulos
- 9 de octubre de 1823-12 de noviembre de 1826: Su Alteza Serenísima la princesa Teresa de Sajonia-Hildburghausen.
- 12 de noviembre de 1826-3 de abril de 1844: Su Alteza Serenísima la princesa Teresa de Sajonia-Altemburgo.[6]
- 3 de abril de 1844-3 de abril de 1915: Su Alteza la princesa Teresa de Sajonia-Altemburgo.[7][6]

### Órdenes
- Dama de honor de la Orden de Teresa.[1] ( Reino de Baviera)
- Propietaria de la insignia para princesas de la Orden de la Casa Ernestina de Sajonia.[2] (Ducados ernestinos)